# لئو راندولف
لئو راندولف (انگلیسی: Leo Randolph؛ زادهٔ ۲۷ فوریهٔ ۱۹۵۸) بوکسور اهل ایالات متحده آمریکا بود.